# Orthemis discolor
Orthemis discolor, conocida como libélula rayadora carmín o libélula rayadora de vientre naranja, es una especie de libélulas rayadoras de la familia Libellulidae.Tiene un rango de distribución geográfica extendida en el neotrópico; se la puede encontrar desde Argentina al sur hasta Cuba y Estados Unidos (Arizona y Texas).

## Descripción
Orthemis discolor es de tamaño grande a muy grande (45-55mm).Presenta distinta coloración de acuerdo al sexo en individuos maduros, los machos tienen una coloración rosada a fucsia, muchas  veces más rojiza, sin banda lateral. Las hembras, en cambio, tienen una coloración amarillenta con la  anteúltima parte de su cuerpo de  coloración negra.  Sus ojos y cara presentan una coloración tan brillante o incluso más que su cuerpo, a diferencia de otras especies donde suelen ser más oscuros como en Orthemis ferruginea.

## Distribución
Se la puede encontrar en Argentina, Belice, Bolivia, Brasil, Chile, Colombia, Costa Rica, Cuba, Ecuador, El Salvador, Estados Unidos, Guatemala, Guyana Francesa, Guyana, Honduras, México, Nicaragua, Panamá, Paraguay, Perú, Surinam, Trinidad y Tobago, Uruguay y Venezuela.

## Hábitat
Se la puede en encontrar en humedales, estanques, aguas quietas con suelo fangoso y comúnmente con bordes de madera. Es más característica de zonas boscosas y humedales.

## Estado de conservación
El estado de conservación de Orthemis discolor según la UICN es de  preocupación menor (LC), es decir, no presenta amenaza inmediata para la supervivencia de la especie. La población es estable. El estatus de la UICN fue revisado en 2017.